# Jane Luk
Jane Luk est une actrice et réalisatrice canadienne.

## Filmographie

### comme actrice
- 1985 : The Hospital : Dr Lee
- 1988 : Faux-semblants (Dead Ringers) : Lecture Hall Nurse
- 1989 : Une journée de fous (The Dream Team) : Admissions Nurse
- 1990 : Destiny to Order : Photographer
- 1971 : Polka Dot Door (série TV) : Host (1992)
- 1994 : Le Babymaker (The Babymaker: The Dr. Cecil Jacobson Story) (TV) : HCG Technician
- 1995 : Fausse piste (The Shamrock Conspiracy) (TV) : Morgue Attendant
- 1996 : Critical Choices (TV) : Patient #1
- 1997 : Les Soupçons du cœur (When Secrets Kill) (TV) : Infirmière
- 1997 : Let Me Call You Sweetheart (TV)
- 1998 : Le Retour de Jack Valentine (Valentine's Day) (TV) : Gloria
- 1998 : The Fixer (TV) : Anchorwoman
- 1998 : Charme fatal (Blood on Her Hands) (TV) : Reporter #2
- 1998 : Thanks of a Grateful Nation (TV) : Nurse #1
- 1999 : The Wishing Tree : Dr. Kim
- 1999 : Free of Eden (TV) : District Attorney
- 1999 : Killer Deal (TV) : Female Technician
- 1999 : Le Dernier Combat (Dangerous Evidence: The Lori Jackson Story) (TV)
- 1999 : Must Be Santa (TV) : Sabrina
- 2000 : Seventeen Again : Health Teacher
- 2001 : The Judge (TV) : Janis
- 2001 : Tout pour mon fils (Dangerous Child) (TV) : Brad's Receptionist
- 2001 : Khaled : Cantonese Radio Announcer
- 2001 : Un bébé à tout prix (Stolen Miracle) (TV) : Nurse Carr
- 2002 : John Q : OR Nurse
- 2002 : Gilda Radner: It's Always Something (TV) : Woman in Washroom
- 2002 :  Monk - (série télévisée) - Saison 1, épisode 9 (Monk court contre la montre (Mr. Monk and the Marathon Man) ) + épisode 11 (Monk et le tremblement de terre (Mr. Monk and the Earthquake) ): la présentatrice du journal
- 2002 : The Holmes Show (série TV)
- 2003 : Profoundly Normal (TV) : Dr Pearl Judd
- 2004 : Coup de cœur, coup de foudre (Perfect Strangers) (TV) : Dee Dee
- 2004 : Zeyda and the Hitman : Dr Sakamoto
- 2004 : The 5th Annual Canadian Comedy Awards (TV) : Nominee (Female Improviser)
- 2005 : Our Fathers (TV) : Female Reporter
- 2005 : Mayday (en) (TV) : Attendant
- 2006 : Billable Hours (série TV) : Cam Belter
- 2008 : Pour l'amour de Grace (For the Love of Grace) (TV) : infirmière
- 2009 : Une femme fragile (Unstable) (TV) : infirmière
- 2022 : Noël sous son aile (téléfilm) : Maureen

### comme réalisatrice
- 2003 : Death Star Repairmen (vidéo)